# Palanca, Drochia
Palanca este satul de reședință al comunei cu același nume  din raionul Drochia, Republica Moldova.

## Demografie

### Structura etnică
Structura etnică a satului conform recensământului populației din 2004:
| Grup etnic         | Populație | % Procentaj |
| ------------------ | --------- | ----------- |
| Moldoveni / Români | 322       | 98,17%      |
| Ucraineni          | 4         | 1,22%       |
| Ruși               | 1         | 0,3%        |
| Alții              | 1         | 0,3%        |
| Total              | 328       | 100%        |